# 工人村站
工人村站位于中华人民共和国湖北省武汉市青山区，是武汉地铁5号线的地铁车站。

## 车站结构
工人村站位于工人村路与兴达路交叉口处；车站主体沿规划工人村路南北向布置，车站设计全长352m，站前设置交叉渡线以连接工人村出入段线。车站主体为地下二层（小里程端轨排井及盾构井段为地下一层）岛式车站,公共区为单柱双跨结构，两端设备区为双柱三跨结构，站台宽度为12m。车站主体及附属结构型式为整体式钢筋混凝土箱形框架结构。采用明挖顺作法施工。本站共设置3个出入口，3个安全口，3组风亭。

### 车站出口
|                                                 |      |      |  |
| 出口編號                                        | 設施 | 照片 |  |
| A                                               |      |      |  |
| B                                               |      |      |  |
| C                                               |      |      |  |
| 注： 設有升降機 \| 設有輪椅升降台 \| 設有洗手間 |      |      |  |

## 鄰近地點
武汉市工人村都市工业区。

### 内部链接
- 武汉地铁车站列表